# Kefferhausen
Kefferhausen è una frazione della città tedesca di Dingelstädt.

## Storia
Il 1º gennaio 2019 il comune di Kefferhausen venne aggregato alla città di Dingelstädt.